# Sharoe Green
Sharoe Green – dzielnica miasta Preston, w Anglii, w Lancashire, w dystrykcie Preston. W 2011 roku dzielnica liczyła 6279 mieszkańców.